# Поліський прапор
Поліський прапор або прапор поліщуків — прапор жителів Полісся, що проживають на території Білорусі, на Берестейщині.

## Історія
Вперше прапор з'явився як символ культурної єдності Полісся приблизно у 1990 році. Автор невідомий, але за деякими даними, це міг бути Микола Шелягович - організатор та керівник краєзнавчого товариства «Полісся». Згодом товариство змінило назву на «Яцьвезь» і почала дескридититувати поліське населення називаючи його «Молоді ятвя́ги». Тому в деяких джерелах згадується як прапор «Молодих ятвя́гів».

## Тлумачення кольорів
Прапор складається з трьох кольорів (зверху вниз): темно-синього, жовтого та зеленого.
- Версія 1: Синій означає небо, жовтий — родюче поле, а зелений — багаті ліси та болота.
- Версія 2: Дві верхні смуги символізують український прапор, а нижня на честь бульбівців — загону рівненських партизанів під проводом Тараса Боровця (псевд. «Тарас Бульба»).